# Latidens salimalii
Latidens salimalii är en däggdjursart som beskrevs av Kitti Thonglongya 1972. Latidens salimalii är ensam i släktet Latidens som ingår i familjen flyghundar. Inga underarter finns listade.
Denna flyghund beskrevs efter en enda individ som fångades 1948 och fram till 1990-talet hittades inga fler exemplar. Första antogs att individen tillhörde en redan beskriven art av släktet Cynopterus men 1972 upptäcktes att den utgör en dittills okänd art. Artepitet hedrar den indiska ornitologen Salim Ali.
Arten når en kroppslängd (huvud och bål) av 10 till 11  cm och saknar svans. Underarmarnas längd som bestämmer djurets vingspann är 6,5 till 7 cm. Pälsen är huvudsakligen brun till svartbrun, på ryggen mera gråbrun. Öronen är bara glest täckta med hår och svarta. Hannarnas penisben är större än hos närbesläktade flyghundar. Latidens salimalii har även en avvikande tanduppsättning med fyra premolarer och fem molarer.
Utbredningsområdet är en bergstrakt i sydvästra Indien. Arten vistas där mellan 800 och 1100 meter över havet. Habitatet utgörs av städsegröna skogar och av odlingsmark med träd.
Flyghunden äter frukter, till exempel fikon. Flera individer hittades nära en grotta men det är oklart om de vilar i grottor.
Djuret jagas för vissa kroppsdelars skull som används i den traditionella asiatiska medicinen. Flyghunden hotas även av skogsavverkningar och av trädfällning i jordbruksområden. IUCN kategoriserar arten globalt som starkt hotad.